# Хоцешув
Хоцешув (пол. Chocieszów, нім. Stolzenau) — село в Польщі, у гміні Щитна Клодзького повіту Нижньосілезького воєводства.
Населення — 280 осіб (2011).
У 1975-1998 роках село належало до Валбжиського воєводства.

## Демографія
Демографічна структура станом на 31 березня 2011 року:
|          | Загалом | Допрацездатний вік | Працездатний вік | Постпрацездатний вік |
| -------- | ------- | ------------------ | ---------------- | -------------------- |
| Чоловіки | 137     | 25                 | 97               | 15                   |
| Жінки    | 143     | 29                 | 83               | 31                   |
| Разом    | 280     | 54                 | 180              | 46                   |